# Niżanie

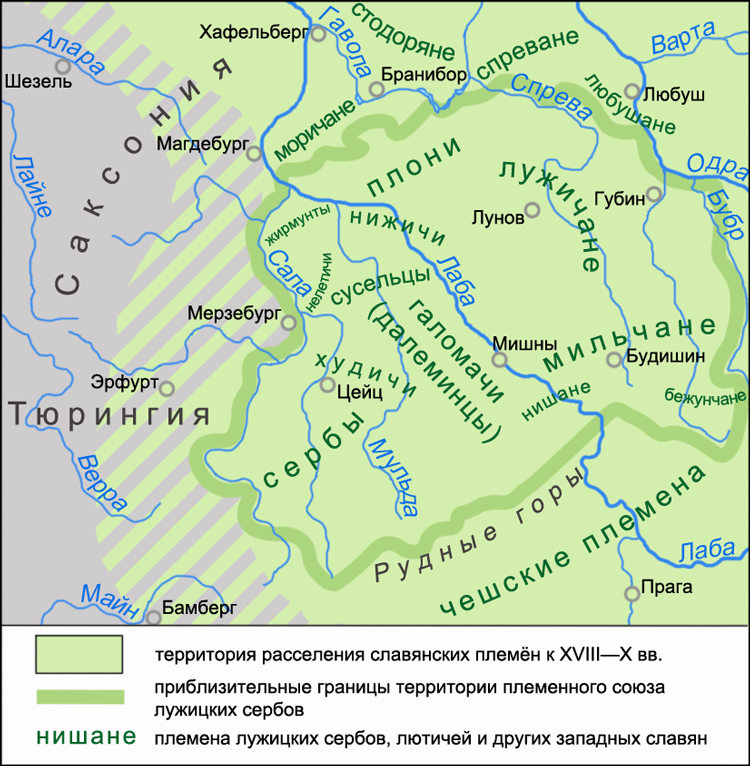
Mapa plemion połabskich

Niżanie, Nizice, Niżyce, Niżycy – plemię słowiańskie z grupy serbołużyckiej, zamieszkujące dorzecze Łaby w okolicach Drezna od ujścia Muldy po okolice miasta Torgau), na północ od plemienia Dalemińców. Politycznie prawdopodobnie tworzyli związek z Głomaczami. Po podboju niemieckim terytorium Niżan weszło w skład Marchii Miśnieńskiej.
W źródłach wspominane od II poł. X w., kiedy wchodziło w skład marchii wschodniej Gerona.